# Santo Cristo (Rio Grande do Sul)
Santo Cristo, amtlich portugiesisch Município de Santo Cristo, ist eine kleine Gemeinde im brasilianischen Bundesstaat Rio Grande do Sul. Sie liegt 516 km von der Hauptstadt Porto Alegre entfernt, nahe der Grenze zu Argentinien. Die Einwohnerzahl betrug bei der Volkszählung 2010 14.378 Einwohner, die Bevölkerungszahl wurde zum 1. Juli 2020 leicht abfallend auf 14.216 Einwohner geschätzt, die auf einer Gemeindefläche von rund 367 km² leben.

## Geographie
Umliegende Orte sind Alecrim, Tuparendi, Santa Rosa, Cândido Godói, Porto Lucena und Porto Vera Cruz.

### Klima
Die Stadt, mit einer Höhe von 283 Metern, hat subtropisches Klima Cfa nach der Klimaklassifikation nach Köppen und Geiger. Die Durchschnittstemperatur ist 20,3 °C. Die durchschnittliche Niederschlagsmenge liegt bei 1794 mm im 
Jahr.
|                   | Jan  | Feb  | Mär  | Apr  | Mai  | Jun  | Jul  | Aug  | Sep  | Okt  | Nov  | Dez  |   |      |
| Temperatur (°C)   | 25,4 | 24,7 | 23,0 | 19,4 | 16,6 | 15,0 | 15,5 | 17,0 | 18,9 | 21,4 | 23,1 | 23,2 | Ø | 20,3 |
| Niederschlag (mm) | 150  | 139  | 137  | 168  | 161  | 160  | 132  | 126  | 149  | 187  | 146  | 139  | Σ | 1794 |

## Geschichte
Santo Cristo war früher als Colônia Boa Vista bekannt, es lag im Einzugsbereich der Jesuitenreduktionen der Guaraní. Es war vor den Weißen traditionelles Siedlungsgebiet der Guaranís, der Fluss wurde Rio Santo Cristo benannt und 1932 wurde die Ansiedlung zum Distrito de Santo Cristo des Munizips Santo Ângelo, dann wurde es von Santa Rosa verwaltet und erlangte am 28. Januar 1955 durch Ausgliederung die Unabhängigkeit als sich selbst verwaltender Munizip. Funktionsfähig als Stadt wurde der Ort jedoch erst am 1. Januar 1956. Seit 2001 ist das Gemeindegebiet in vier Distrikte aufgeteilt: Santo
Cristo, Vila Bom Princípio de Baixo, Sírio und Vila Laranjeira.
Bei den Volkszählungen von 2000 uns 2010 wurden keine Indigenen gezählt. Die Bevölkerung besteht zu 92,5 % aus Weißen, der Anteil von Nachkommen deutscher Einwanderer ist sehr hoch. Von 14.378 Einwohnern 2010 lebten 7781 Einwohner in den urbanbebauten Siedlungen, 6587 im weitläufigen ländlichen Raum. 
Bevölkerungsentwicklung von Santo Cristo:
| Jahr | Einwohner |
| 2000 | 14.890    |
| 2010 | ▼ 14.378  |
| 2020 | ▼ 14.216  |

## Stadtverwaltung
Exekutive: Bei der Kommunalwahl in Brasilien 2016 wurde für die Amtszeit von 2017 bis 2020 Adair Philippsen des MDB zum Stadtpräfekten (Bürgermeister) gewählt. Die Legislative wird von einem neunköpfigen Stadtrat (câmara municipal) ausgeübt.

## Wirtschaft
Landwirtschaftliche Hauptanbaupflanzen sind Soja, Mais und Weizen. Es gibt Schweine- und Rinderzucht.

## Durchschnittseinkommen und Lebensstandard
Das monatliche Durchschnittseinkommen betrug 2016 den Faktor 2,1 des brasilianischen Mindestlohns (Salário mínimo) von R$ 880,00 (monatlich 2019: rund 366 €). Der Index der menschlichen Entwicklung (HDI) ist mit 0,738 für 2010 als mittelhoch eingestuft. Das Bruttosozialprodukt pro Kopf betrug 2016 32.419 R$. 

## Söhne und Töchter
- Estanislau Amadeu Kreutz (1928–2014), römisch-katholischer Bischof von Santo Ângelo